# 비스코트-올드리치 증후군
비스코트-올드리치 증후군(Wiskott–Aldrich syndrome, WAS)은 성 염색체 중 유전자가 돌연변이로 변하는 증상이다. 백혈병과 비슷하지만 혈소판도 줄어드는 희귀병이다.